# Arslanbeyçiftliği, Göksun
Aslanbeyçiftliği là một xã thuộc huyện Göksun, tỉnh Kahramanmaraş, Thổ Nhĩ Kỳ. Dân số thời điểm năm 2010 là 390 người.